# Макаров, Денис Евгеньевич
Дени́с Евге́ньевич Мака́ров (род. 18 февраля 1998, Тольятти, Самарская область) — российский футболист, полузащитник клуба «Динамо» Москва.

## Клубная карьера
Родился в Тольятти. Футбольное образование получил в Академии имени Коноплёва, в Якутии и МЦПЮФ «Мордовия», где играл под руководством тренера Игоря Лайкина.
Не получив приглашения в основную команду, уехал в «Оренбург», где играл за дублирующие команды в молодёжном первенстве и Первенстве ПФЛ. Летом 2018 года присоединился к нижнекамскому «Нефтехимику», с которым поднялся в ФНЛ. В первой части следующего сезона стал одним из лучших бомбардиров первенства, забив 11 голов, чем привлёк внимание селекционеров ЦСКА и «Рубина».
В январе 2020 года подписал контракт с казанским «Рубином», свой выбор игрок объяснил желанием работать со Слуцким и Веретенниковым. Дебют в российской премьер-лиге состоялся 1 марта 2020 года в матче против «Тамбова». Первый гол в Премьер-лиге забил 5 июля 2020 года в ворота «Оренбурга».
В августе 2021 года подписал пятилетний контракт с клубом «Динамо» Москва. Трансфер обошёлся клубу в 7,5 миллионов евро. Дебютный матч за «Динамо» Макаров провёл против ЦСКА в третьем туре РПЛ сезона 2021/22.

## Сборная
В 2021 году был вызван Михаилом Галактионовым в молодёжную сборную России для участия в чемпионате Европы U-21. В дебютной игре на турнире против сборной Исландии забил первый мяч за сборную.
В июне 2021 года был включен в окончательную заявку сборной России на чемпионат Европы 2020 года, но на самом турнире на поле так и не вышел. За сборную России с тех пор так и не сыграл.

## Достижения
«Нефтехимик»
- Победитель Первенства ПФЛ (группа «Урал-Поволжье»): 2018/19

«Динамо» (Москва)
- Бронзовый призёр чемпионата России (2): 2021/22, 2023/24

## Статистика

### Клубная
| Выступление      | Выступление      | Выступление      | Лига | Лига | Кубок | Кубок | Итого | Итого |
| Клуб             | Лига             | Сезон            | Игры | Голы | Игры  | Голы  | Игры  | Голы  |
| ---------------- | ---------------- | ---------------- | ---- | ---- | ----- | ----- | ----- | ----- |
| Оренбург 2       | ПФЛ              | 2017/18          | 23   | 5    | —     | —     | 23    | 5     |
| Оренбург 2       | Итого            | Итого            | 23   | 5    | —     | —     | 23    | 5     |
| Нефтехимик       | ПФЛ              | 2018/19          | 20   | 7    | 3     | 0     | 23    | 7     |
| Нефтехимик       | ФНЛ              | 2019/20          | 20   | 11   | —     | —     | 20    | 11    |
| Нефтехимик       | Итого            | Итого            | 40   | 18   | 3     | 0     | 43    | 18    |
| Рубин            | Премьер-лига     | 2019/20          | 9    | 2    | —     | —     | 9     | 2     |
| Рубин            | Премьер-лига     | 2020/21          | 28   | 7    | 2     | 2     | 30    | 9     |
| Рубин            | Премьер-лига     | 2021/22          | 1    | 0    | —     | —     | 1     | 0     |
| Рубин            | Итого            | Итого            | 38   | 9    | 2     | 2     | 40    | 11    |
| Динамо (Москва)  | Премьер-лига     | 2021/22          | 24   | 3    | 6     | 2     | 30    | 5     |
| Динамо (Москва)  | Премьер-лига     | 2022/23          | 25   | 4    | 8     | 2     | 33    | 6     |
| Динамо (Москва)  | Премьер-лига     | 2023/24          | 10   | 3    | 2     | 0     | 12    | 3     |
| Динамо (Москва)  | Итого            | Итого            | 59   | 10   | 16    | 4     | 75    | 14    |
| Всего за карьеру | Всего за карьеру | Всего за карьеру | 160  | 42   | 21    | 6     | 181   | 48    |

### Матчи за сборные
| Матчи и голы Дениса Макарова за молодёжную сборную России | Матчи и голы Дениса Макарова за молодёжную сборную России | Матчи и голы Дениса Макарова за молодёжную сборную России | Матчи и голы Дениса Макарова за молодёжную сборную России | Матчи и голы Дениса Макарова за молодёжную сборную России | Матчи и голы Дениса Макарова за молодёжную сборную России | Матчи и голы Дениса Макарова за молодёжную сборную России |
| №                                                         | Дата                                                      | Оппонент                                                  | Счёт                                                      | Голы                                                      | Турнир                                                    |                                                           |
| --------------------------------------------------------- | --------------------------------------------------------- | --------------------------------------------------------- | --------------------------------------------------------- | --------------------------------------------------------- | --------------------------------------------------------- | --------------------------------------------------------- |
| 1                                                         | 13 октября 2020                                           | Латвия (до 21)                                            | 4:1                                                       | -                                                         | Отборочные матчи МЧЕ-2021                                 |                                                           |
| 2                                                         | 13 ноября 2020                                            | Венгрия (до 21)                                           | 0:2                                                       | -                                                         | Товарищеский матч                                         |                                                           |
| 3                                                         | 17 ноября 2020                                            | Словения (до 21)                                          | 2:2                                                       | -                                                         | Товарищеский матч                                         |                                                           |
| 4                                                         | 25 марта 2021                                             | Исландия (до 21)                                          | 4:1                                                       | 1                                                         | МЧЕ-2021                                                  |                                                           |
| 5                                                         | 28 марта 2021                                             | Франция (до 21)                                           | 0:2                                                       | -                                                         | МЧЕ-2021                                                  |                                                           |
| 6                                                         | 31 марта 2021                                             | Дания (до 21)                                             | 0:3                                                       | -                                                         | МЧЕ-2021                                                  |                                                           |

Итого за молодёжную сборную: 6 матчей / 1 гол; 2 победы, 1 ничья, 3 поражения.